# Ngày của Mẹ
Ngày của Mẹ (tiếng Anh: Mother's Day) hay Ngày Hiền Mẫu là một ngày kỷ niệm để tôn vinh các người mẹ và tình mẹ, sự gắn kết của mẹ và ảnh hưởng của các bà mẹ trong xã hội. Ngày này được tổ chức vào những thời gian khác nhau ở nhiều nơi trên thế giới, phổ biến nhất là vào tháng Ba hoặc tháng Năm. Nó bổ sung cho các lễ kỷ niệm tương tự để tôn vinh các thành viên trong gia đình như Ngày của Cha, Ngày Anh-Chị-Em và Ngày của Ông-Bà.
Ngày của Mẹ phiên bản hiện đại bắt đầu tại Hoa Kỳ, theo sáng kiến của Anna Jarvis vào đầu thế kỷ 20. Điều này không liên quan (trực tiếp) đến nhiều lễ kỷ niệm truyền thống của các bà mẹ và tình mẹ đã tồn tại trên khắp thế giới trong hàng ngàn năm, như giáo phái Hy Lạp đến Cybele, Rhea, người mẹ vĩ đại của các vị thần, lễ hội La Mã của Hilaria, hay Ngày chủ nhật của mẹ (ban đầu là kỷ niệm của Nhà thờ Đức mẹ, không phải tình mẹ).
Tuy nhiên, tại một số quốc gia, Ngày của Mẹ vẫn đồng nghĩa với những truyền thống lâu đời này.
Phiên bản hiện đại của Ngày của Mẹ tại Mỹ đã bị chỉ trích vì đã trở nên quá thương mại hóa. Người sáng lập, cô Jarvis đã hối hận về chủ nghĩa thương mại này và bày tỏ quan điểm về việc đó không bao giờ là ý định của cô.

## Cách đánh vần
Năm 1912, Anna Jarvis đăng ký nhãn hiệu cho cụm từ "Chủ nhật thứ hai của tháng Năm, Ngày của Mẹ, Anna Jarvis, Người sáng lập" và tạo ra Hiệp hội Quốc tế Ngày của Mẹ. Cô cũng đặc biệt lưu ý rằng danh từ "Mẹ" nên "là một sở hữu số ít, để mỗi gia đình tôn vinh mẹ của mình, chứ không phải là một sở hữu số nhiều để tưởng nhớ tất cả các bà mẹ trên thế giới." Đây cũng là cách viết được sử dụng bởi Tổng thống Hoa Kỳ Woodrow Wilson trong tuyên bố tổng thống năm 1914 của ông, bởi Quốc hội Hoa Kỳ trong các dự luật liên quan, và bởi các tổng thống Hoa Kỳ khác trong các tuyên bố của họ liên quan đến Ngày của Mẹ.

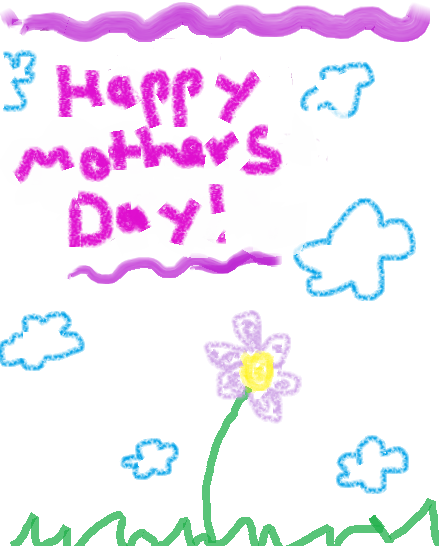
Một tấm thiệp tặng Mẹ do trẻ em tự vẽ.

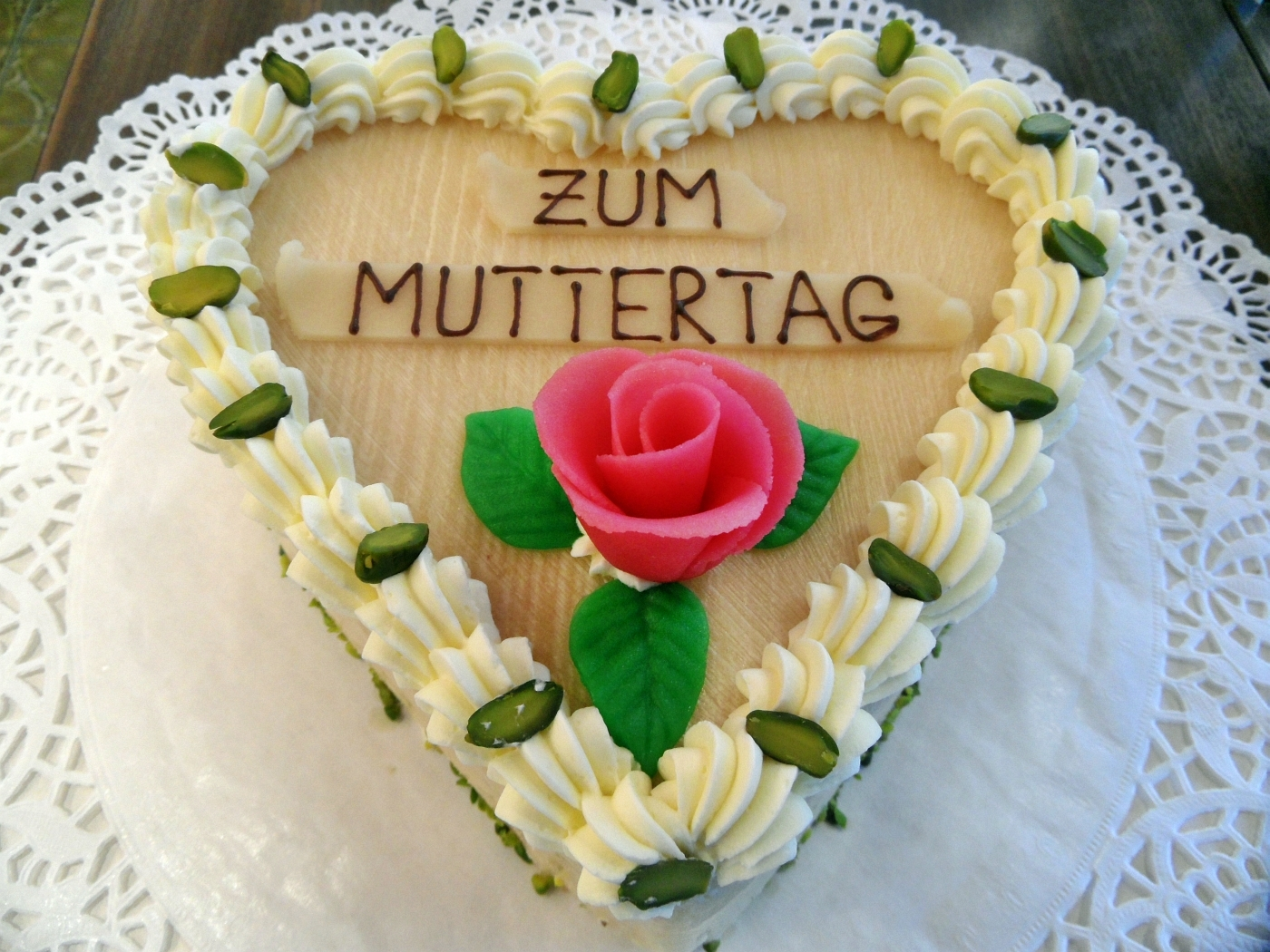
Bánh tặng Mẹ tại Đức (zum Muttertag = đến Ngày của Mẹ).

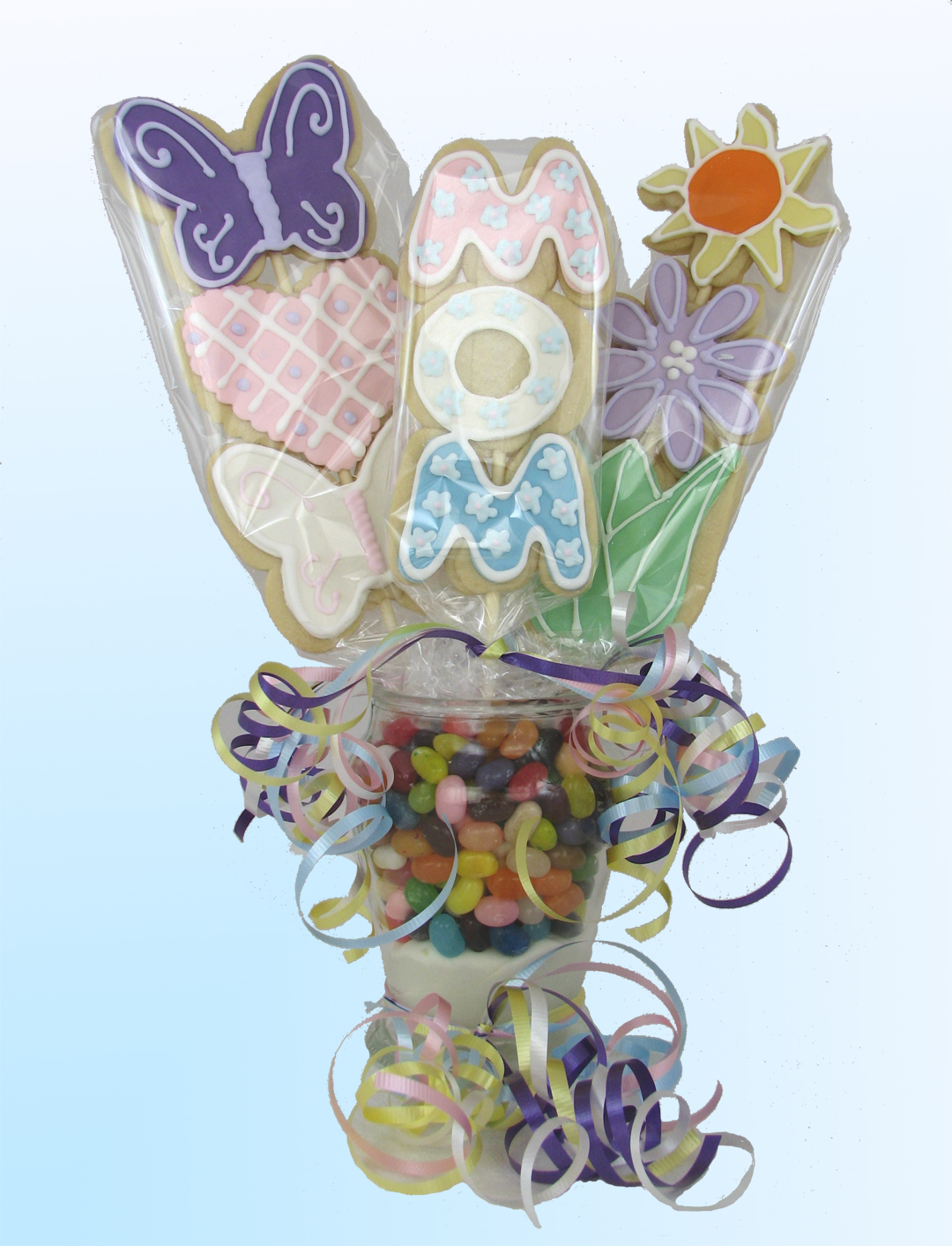
Một món quà tự làm, không mất nhiều công sức nhưng màu sắc và có ý nghĩa.

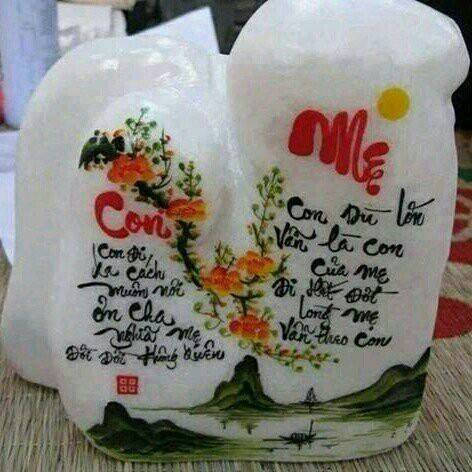
Những câu thơ được viết theo kiểu thư pháp Việt với nội dung tôn vinh mẹ.

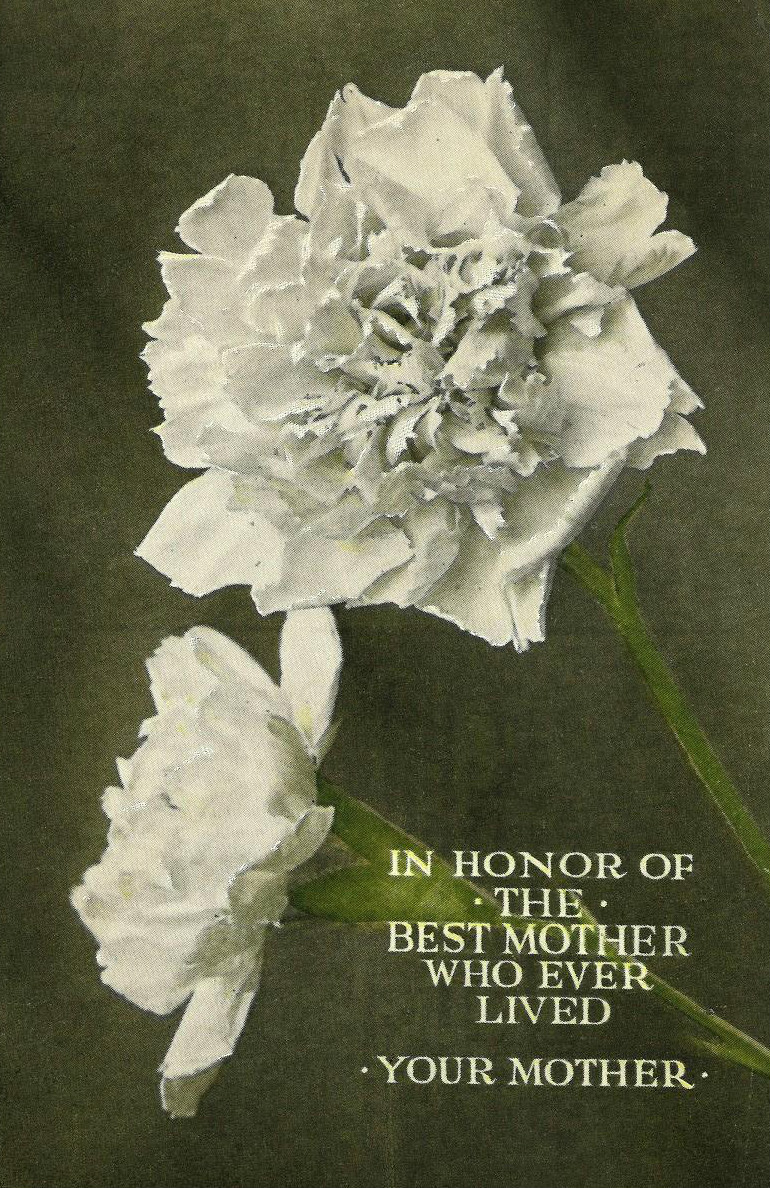
Một tấm thiệp của hãng tàu hỏa Northern Pacific Railway, Mỹ năm 1915, với dòng chữ: "Để vinh danh người Mẹ tuyệt vời nhất đã từng sống - Mẹ của bạn".

## Lịch sử
Thời Hy Lạp cổ đại, lễ hội tôn vinh nữ thần Cybele (tiếng Hy Lạp: Κυβέλη Kybele, Κυβήβη Kybebe, Κύβελις Kybelis), mẹ của tất cả các vị thần Hy Lạp, được tổ chức vào thời điểm xuân phân (khi mặt trời ở gần xích đạo nhất). Trong khi đó tại La Mã cổ đại, người ta ăn mừng lễ hội Matronialia để tôn vinh nữ thần Juno, nữ hoàng của các vị thần La Mã, vợ của thần Jupiter. Theo phong tục, các người mẹ tại La Mã cũng được tặng quà trong ngày này.
Tại Châu Âu, nhiều quốc gia có tục lệ để dành riêng một ngày Chủ Nhật trong năm để tôn vinh những người mẹ hiền, điển hình là ngày Mothering Sunday tại những nước có đông giáo dân của các chi nhánh Thiên Chúa giáo như Vương quốc Anh. Lễ Mothering Sunday được tổ chức vào Chủ Nhật thứ tư của Mùa Chay, cũng là để tôn vinh Đức Mẹ Maria.

### Ngày lễ hiện đại
Ngày lễ hiện đại của Ngày của Mẹ được tổ chức lần đầu tiên vào năm 1908, khi Anna Jarvis tổ chức lễ tưởng niệm mẹ tại Nhà thờ Giám lý St Andrew ở Grafton, Tây Virginia. Nhà thờ Giám lý St Andrew hiện đang nắm giữ Đền thờ Ngày quốc tế của Mẹ.
Chiến dịch của cô để biến Ngày của Mẹ trở thành một ngày lễ được công nhận tại Hoa Kỳ bắt đầu vào năm 1905, năm mà mẹ cô, Ann Reeves Jarvis, qua đời. Ann Jarvis là một nhà hoạt động vì hòa bình chăm sóc những người lính bị thương ở cả hai phía của Nội chiến Hoa Kỳ, và thành lập Câu lạc bộ Công việc Ngày của Mẹ để giải quyết các vấn đề sức khỏe cộng đồng. Cô và một nhà hoạt động vì hòa bình và hoạt động biểu tình cho nữ quyền Julia Ward Howe đã thúc đẩy việc tạo ra một Ngày của Mẹ vì hòa bình. 40 năm trước khi nó trở thành một ngày lễ chính thức, Ward Howe đã đưa ra Tuyên ngôn Ngày của Mẹ vào năm 1870, trong đó kêu gọi các bà mẹ thuộc mọi quốc tịch cùng nhau thúc đẩy "giải quyết các câu hỏi quốc tế, tuyệt vời và lợi ích chung của hòa bình."
Anna Jarvis muốn tôn vinh điều này và dành một ngày để tôn vinh tất cả các bà mẹ vì cô tin rằng một người mẹ là "người đã làm cho bạn nhiều hơn bất cứ ai trên thế giới".
Năm 1908, Quốc hội Hoa Kỳ đã từ chối đề xuất cho Ngày của Mẹ thành một ngày lễ chính thức, còn đùa rằng nếu thế thì họ cũng sẽ phải xét duyệt "Ngày của mẹ chồng".
Tuy nhiên, nhờ những nỗ lực của Anna Jarvis, đến năm 1911, tất cả các tiểu bang của Mỹ đã xem xét để xét duyệt ngày lễ, với một số người trong số họ chính thức công nhận Ngày của Mẹ là một ngày lễ ở địa phương (nơi đầu tiên là Tây Virginia, quê nhà của Jarvis, vào năm 1910). Năm 1914, tổng thống Hoa Kỳ Woodrow Wilson đã ký một tuyên bố quyết định công nhận Ngày của Mẹ, được tổ chức vào Chủ nhật thứ hai của tháng Năm, như một ngày lễ quốc gia để tôn vinh các bà mẹ.
Mặc dù thành công trong việc thành lập Ngày của Mẹ, sau đó cô đã rất phẫn nộ khi ngày lễ bị thương mại hoá. Đến đầu những năm 1920, Hallmark Cards và các công ty khác đã bắt đầu bán những tấm thiệp Ngày của Mẹ. Jarvis tin rằng các công ty đã cố tình làm sai lệch ý nghĩa và khai thác ý tưởng về Ngày của Mẹ và nhấn mạnh rằng ngày lễ là về tình cảm, không phải lợi nhuận. Do đó, cô đã tổ chức tẩy chay Ngày của Mẹ và đe dọa sẽ đệ đơn kiện chống lại các công ty liên quan. Jarvis lập luận rằng mọi người nên đánh giá cao và tôn vinh mẹ của họ thông qua những lá thư viết tay bày tỏ tình yêu và lòng biết ơn của họ, thay vì mua quà tặng và thiệp làm sẵn. Jarvis đã phản đối tại một hội nghị của các nhà sản xuất kẹo ở Philadelphia vào năm 1923 và tại một cuộc họp của Hội các bà mẹ có con tham gia chiến tranh của Mỹ năm 1925. Đến thời điểm này, cẩm chướng đã gắn liền với Ngày của Mẹ, và việc các mẹ bán hoa cẩm chướng để quyên tiền đã khiến Jarvis tức giận, cô đã bị bắt vì làm xáo trộn trật tự.

## Truyền thống và lịch sử trên thế giới
Đa số các quốc gia trên thế giới ngày nay kỷ niệm Ngày của Mẹ với các phong tục bắt nguồn từ Bắc Mỹ và châu Âu. Khi được phổ biến tại các quốc gia khác, Ngày của Mẹ đôi khi được thay đổi đôi chút để phản ảnh nền văn hóa từng nơi, một số nước đã hợp nhất ngày lễ này với những sự kiện quan trọng của bản xứ (ví dụ như tôn giáo, lịch sử, và truyền thuyết).
Một số quốc gia đã có sẵn một ngày lễ hội dành riêng cho người mẹ và vay mượn thêm các tục lệ của Ngày của Mẹ, như là việc con cái tặng hoa cẩm chướng cũng như là thiệp viết bằng tay cho mẹ mình. Tại những quốc gia mà Ngày của Mẹ chưa được phổ biến, giới truyền thông nhắc đến ngày lễ này như là một cách giới thiệu văn hóa của nước ngoài.
Tại một số quốc gia mà Ngày của Mẹ chưa được phổ biến, như tại các quốc gia Xã hội chủ nghĩa, người ta cũng dùng Ngày Quốc tế Phụ nữ vào ngày 8 tháng 3 để tôn vinh những người mẹ.

### Tôn giáo
Đối với Kitô Giáo, ngày lễ này được nối liền với sự tôn kính Đức Mẹ Maria, như là lễ Mothering Sunday (ngày Chủ nhật của Tình Mẹ) tại Vương quốc Liên hiệp Anh vào Chủ Nhật thứ tư trong mùa Chay, đúng ba tuần trước lễ Phục Sinh; và Chính Thống giáo tại Hy Lạp với Lễ Đức Mẹ dâng Chúa Giêsu trong đền thánh (ngày 2 tháng 2 theo Lịch Julius). Trong giáo hội Kitô giáo Đông phương, một lễ cầu nguyện đặc biệt được tổ chức nhằm tôn vinh Mẹ Thiên Chúa (Theotokos).
Đối với các quốc gia có đông tín đồ Ấn giáo, Ngày của Mẹ được gọi là "Mata Tirtha Aunshi" trong tháng trăng non Vaisakha (vào khoảng tháng 4 hay tháng 5 theo Lịch Gregorius). Ngày này được tổ chức để tôn vinh các người mẹ và tình mẹ. Vào ngày này, mọi người tặng thức ăn ngọt, quần áo và các quà tặng khác cho mẹ của họ
Phật giáo và phong tục Trung Hoa có ngày lễ Vu Lan, còn được hiểu là lễ báo hiếu, xuất phát từ sự tích về Bồ tát Mục Kiền Liên đại hiếu đã cứu mẹ của mình ra khỏi kiếp ngạ quỷ. Người Khmer có lễ hội Đôn ta (Pchum Ben).

### Quốc gia

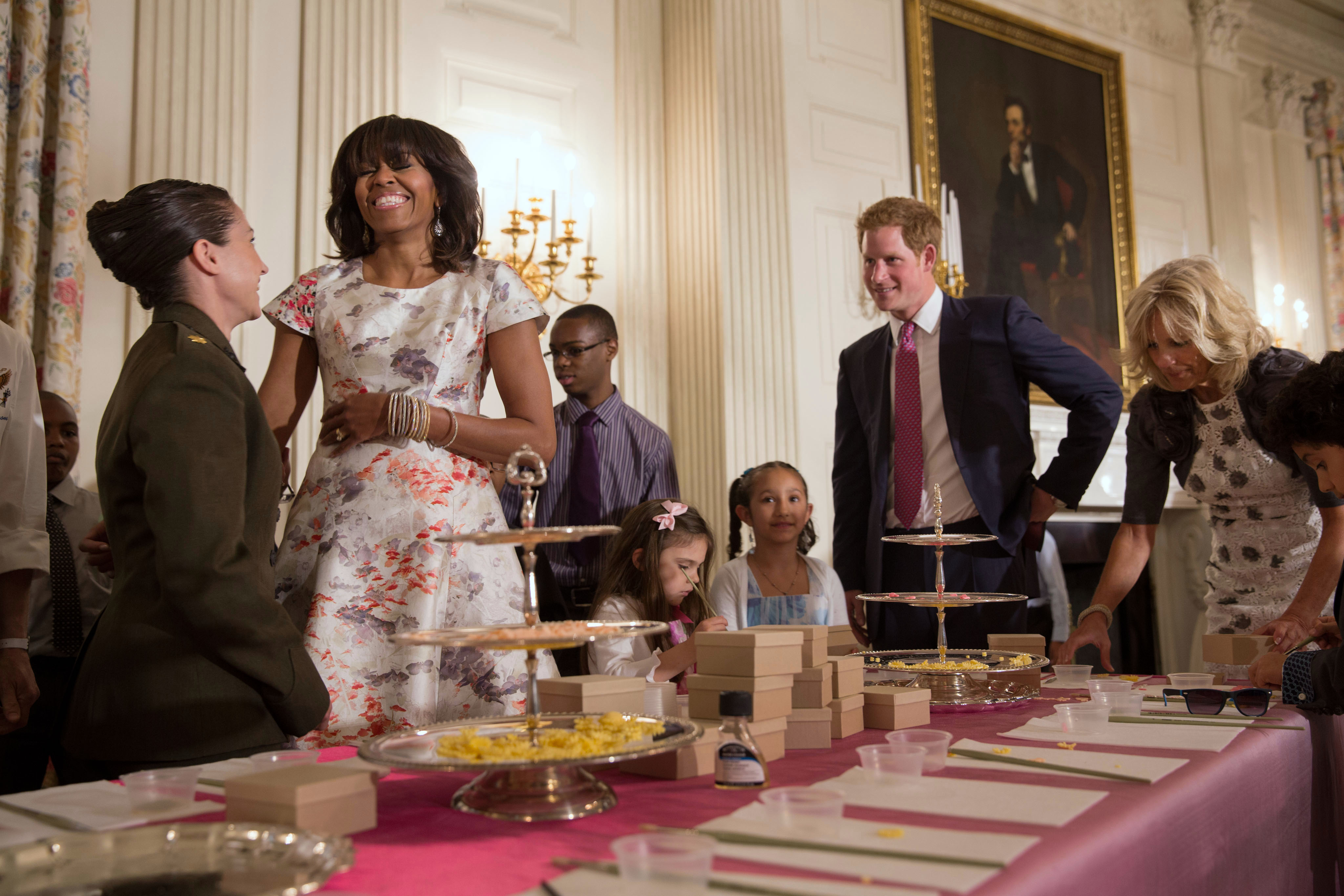
Phu nhân tổng thống Michelle Obama, phu nhân phó tổng thống Jill Biden và Hoàng tử Harry xứ Wales giúp trẻ em làm thiệp tặng Mẹ tại Nhà Trắng năm 2013.

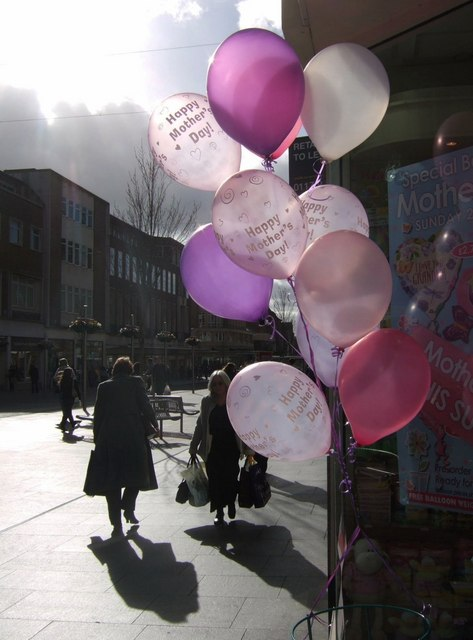
Bong bóng treo trên đường phố tại Anh, trước Ngày của Mẹ năm 2008.

#### Anh
Ngày này bắt nguồn ở Anh vào thế kỷ XVII, được gọi là Mothering Sunday. Lễ được tổ chức vào Chủ Nhật thứ tư trong mùa Chay. Vào ngày này, dù ở đâu đi nữa, những đứa con cũng sẽ về thăm lại gia đình.

#### Đức
Nước Cộng hòa Liên bang Đức, thành lập ngày 23 tháng 5 1949, có Ngày của mẹ vào chủ nhật thứ 2 trong tháng 5, như vậy lần đầu tiên vào năm 1950. Đây là một ngày lễ không được quy định theo luật lệ. Trong ngày này các tiệm bán hoa được phép mở cửa. Ở bang Baden-Württemberg lại không được phép nếu ngày này trùng với ngày chủ nhật Lễ Chúa Thánh Thần Hiện Xuống.

#### Mỹ
Năm 1914, bản nghị quyết do Quốc hội lưỡng viện Hoa Kỳ thông qua và được Tổng thống Woodrow Wilson ký đã chính thức thành lập Ngày của Mẹ.
Tại Mỹ, các chi tiêu tài chính trong Ngày của Mẹ chỉ thua ngày lễ Giáng sinh. Theo ước tính của Liên đoàn bán lẻ Hoa Kỳ, trung bình khoảng 139 USD được dành chi tiêu cho mỗi món quà tặng mẹ. Việc thương mại hóa, đề cao chi tiêu và có phần làm lu mờ ý nghĩa thật trong ngày này đã bị nhiều chỉ trích từ nhiều người hoạt động cộng đồng, kể cả từ bà Anna Marie Jarvis, là người nêu ý tưởng thành lập ngày vinh danh Mẹ.

#### Việt Nam
Trước đây chỉ có ở miền Nam với Lễ Vu Lan, nhưng những năm gần đây do sự lan rộng của Internet và các phương tiện thông tin đại chúng, ngày lễ đã được phổ biến cả nước và được mọi người hưởng ứng. Vào ngày này, những người con nhớ ơn mẹ sẽ dành đến cho mẹ của mình những món quà ý nghĩa, từ vật chất đến tinh thần.
Ngày dành cho các bà mẹ ở Việt Nam còn có Lễ Vu Lan, ngoài ra còn có các ngày dành cho phụ nữ như ngày Quốc tế Phụ nữ (8 tháng 3), ngày Phụ nữ Việt Nam (20 tháng 10).

## Trên thế giới
Tuy Ngày của Mẹ được tổ chức vào rất nhiều ngày khác nhau trên thế giới, hai ngày phổ biến nhất là ngày Chủ Nhật thứ nhì của tháng 5 theo truyền thống Mother's Day của Hoa Kỳ, tiếp theo là ngày Chủ Nhật thứ tư của Mùa Chay theo truyền thống Mothering Sunday của Vương quốc Liên hiệp Anh.

Chú ý: Các quốc gia ăn mừng ngày Quốc tế Phụ nữ thay vì Ngày của Mẹ được đánh dấu '†'.
Vì Lịch Hồi giáo dựa trên Âm lịch, vốn ngắn hơn năm Dương lịch, ngày lễ mỗi năm đều lọt vào các mùa khác nhau. Bởi thế, nó được liệt vào một danh sách riêng.
| Chủ Nhật thứ nhì của tháng Hai               | 09 tháng 2 năm 2025                                        | Na Uy                                                                                       | Na Uy                                                                                                 | Na Uy | Na Uy | Na Uy | Na Uy                                                              |                                                                    |                                                                    |                                                                    |  |  |
| 2 tháng 2                                    |                                                            | Hy Lạp                                                                                      | Hy Lạp                                                                                                | Hy Lạp | Hy Lạp | Hy Lạp | Hy Lạp                                                             |                                                                    |                                                                    |                                                                    |  |  |
| 3 tháng 3                                    |                                                            | Gruzia                                                                                      | Gruzia                                                                                                | Gruzia | Gruzia | Gruzia | Gruzia                                                             |                                                                    |                                                                    |                                                                    |  |  |
| 8 tháng 3 (Ngày Quốc tế Phụ nữ)              |                                                            | Afghanistan Albania† Armenia                                                                | Azerbaijan Belarus† Bosna và Hercegovina                                                              | Bulgaria† Kazakhstan† Lào Macedonia†                                                                             | Moldova Montenegro Nga†* România | Serbia Ukraina† Việt Nam |                                                                    |                                                                    |                                                                    |                                                                    |  |  |
| Chúa Nhật thứ tư Mùa Chay (Mothering Sunday) | 15 tháng 3 năm 2015 6 tháng 3 năm 2016 26 tháng 3 năm 2017 | Ireland Nigeria                                                                             | Vương quốc Liên hiệp Anh · Guernsey · Jersey · Isle of Man                                            | Vương quốc Liên hiệp Anh · Guernsey · Jersey · Isle of Man                                                       | Vương quốc Liên hiệp Anh · Guernsey · Jersey · Isle of Man | Vương quốc Liên hiệp Anh · Guernsey · Jersey · Isle of Man                                                                                               | Vương quốc Liên hiệp Anh · Guernsey · Jersey · Isle of Man         | Vương quốc Liên hiệp Anh · Guernsey · Jersey · Isle of Man         |                                                                    |                                                                    |  |  |
| 21 tháng 3 (Xuân phân)                       |                                                            | Ai Cập Bahrain Jordan Kuwait Libya                                                          | Liban Oman Palestine                                                                                  | Ả Rập Xê Út Sudan Somalia Syria                                                                                  | United Arab Emirates Yemen Các quốc gia trong khối Liên minh Ả Rập | United Arab Emirates Yemen Các quốc gia trong khối Liên minh Ả Rập                                                                                       | United Arab Emirates Yemen Các quốc gia trong khối Liên minh Ả Rập | United Arab Emirates Yemen Các quốc gia trong khối Liên minh Ả Rập | United Arab Emirates Yemen Các quốc gia trong khối Liên minh Ả Rập | United Arab Emirates Yemen Các quốc gia trong khối Liên minh Ả Rập |  |  |
| 25 tháng 3                                   |                                                            | Slovenia                                                                                    | Slovenia                                                                                              | Slovenia | Slovenia | Slovenia | Slovenia                                                           |                                                                    |                                                                    |                                                                    |  |  |
| 7 tháng 4                                    |                                                            | Armenia                                                                                     | Armenia                                                                                               | Armenia | Armenia | Armenia | Armenia                                                            |                                                                    |                                                                    |                                                                    |  |  |
| Chủ Nhật đầu tiên của tháng 5                | 4 tháng 5 năm 2025                                         | Bồ Đào Nha Hungary† Litva                                                                   | Mozambique Macao                                                                                      | Tây Ban Nha | Tây Ban Nha | Tây Ban Nha | Tây Ban Nha                                                        | Tây Ban Nha                                                        |                                                                    |                                                                    |  |  |
| 8 tháng 5                                    |                                                            | Albania Đại Hàn Dân Quốc                                                                    | Albania Đại Hàn Dân Quốc                                                                              | Albania Đại Hàn Dân Quốc                                                                                         | Albania Đại Hàn Dân Quốc | Albania Đại Hàn Dân Quốc | Albania Đại Hàn Dân Quốc                                           |                                                                    |                                                                    |                                                                    |  |  |
| 10 tháng 5                                   |                                                            | El Salvador Guatemala                                                                       | México                                                                                                | México | México | México | México                                                             | México                                                             |                                                                    |                                                                    |  |  |
| Chủ Nhật thứ nhì của tháng 5                 | 11 tháng 5 năm 2025                                        | Ấn Độ Anguilla Aruba Áo Brasil Bahamas Bangladesh Barbados Belize Bermuda Bỉ Bonaire Brunei | Bulgaria Canada Chile Colombia Croatia Cuba Curaçao Đan Mạch Dominica Đức Ecuador Estonia Ethiopia    | Fiji Ghana Grenada Hà Lan Hoa Kỳ Honduras Hồng Kông Hy Lạp Iceland Jamaica Latvia* Liechtenstein* Malaysia Malta | Myanmar Nam Phi Nhật Bản Pakistan Papua New Guinea Peru Phần Lan Philippines Puerto Rico Saint Kitts và Nevis Saint Lucia Saint Vincent và Grenadines Samoa Saint Martin | Cộng hoà Séc Singapore Síp Slovakia Sri Lanka Suriname New Zealand Thổ Nhĩ Kỳ Thụy Sĩ Tonga Trinidad và Tobago Trung Quốc† Trung Hoa Dân Quốc (Đài Loan) | Uganda Ukraina Úc Uruguay Venezuela Việt Nam Ý Zambia Zimbabwe     |                                                                    |                                                                    |                                                                    |  |  |
| 15 tháng 5                                   |                                                            | Paraguay                                                                                    | Paraguay                                                                                              | Paraguay | Paraguay | Paraguay | Paraguay                                                           |                                                                    |                                                                    |                                                                    |  |  |
| 26 tháng 5                                   |                                                            | Ba Lan                                                                                      | Ba Lan                                                                                                | Ba Lan | Ba Lan | Ba Lan | Ba Lan                                                             |                                                                    |                                                                    |                                                                    |  |  |
| 27 tháng 5                                   |                                                            | Bolivia                                                                                     | Bolivia                                                                                               | Bolivia | Bolivia | Bolivia | Bolivia                                                            |                                                                    |                                                                    |                                                                    |  |  |
| Chủ Nhật cuối cùng của tháng 5               | 25 tháng 5 năm 2025                                        | Algérie Dominica                                                                            | Pháp (Ngày Chủ Nhật đầu tiên của tháng Sáu nếu ngày Lễ Chúa Thánh Thần Hiện Xuống trùng vào ngày này) | Haiti Mauritius Maroc                                                                                            | Thụy Điển Tunisia | Thụy Điển Tunisia | Thụy Điển Tunisia                                                  | Thụy Điển Tunisia                                                  | Thụy Điển Tunisia                                                  | Thụy Điển Tunisia                                                  |  |  |
| 30 tháng 5                                   |                                                            | Nicaragua                                                                                   | Nicaragua                                                                                             | Nicaragua | Nicaragua | Nicaragua | Nicaragua                                                          |                                                                    |                                                                    |                                                                    |  |  |
| 1 tháng 6                                    |                                                            | Mông Cổ†                                                                                    | Mông Cổ†                                                                                              | Mông Cổ† | Mông Cổ† | Mông Cổ† | Mông Cổ†                                                           |                                                                    |                                                                    |                                                                    |  |  |
| Chủ Nhật thứ nhì của tháng 6                 | 8 tháng 6 năm 2025                                         | Luxembourg                                                                                  | Luxembourg                                                                                            | Luxembourg | Luxembourg | Luxembourg | Luxembourg                                                         |                                                                    |                                                                    |                                                                    |  |  |
| Chủ Nhật cuối cùng của tháng 6               | 29 tháng 6 năm 2025                                        | Kenya                                                                                       | Kenya                                                                                                 | Kenya | Kenya | Kenya | Kenya                                                              |                                                                    |                                                                    |                                                                    |  |  |
| 12 tháng 8                                   |                                                            | Thái Lan (sinh nhật của hoàng hậu Sirikit)                                                  | Thái Lan (sinh nhật của hoàng hậu Sirikit)                                                            | Thái Lan (sinh nhật của hoàng hậu Sirikit)                                                                       | Thái Lan (sinh nhật của hoàng hậu Sirikit) | Thái Lan (sinh nhật của hoàng hậu Sirikit) | Thái Lan (sinh nhật của hoàng hậu Sirikit)                         |                                                                    |                                                                    |                                                                    |  |  |
| 15 tháng 8 (Lễ Đức Mẹ Lên Trời)              |                                                            | Antwerpen (Bỉ) Costa Rica                                                                   | Antwerpen (Bỉ) Costa Rica                                                                             | Antwerpen (Bỉ) Costa Rica                                                                                        | Antwerpen (Bỉ) Costa Rica | Antwerpen (Bỉ) Costa Rica | Antwerpen (Bỉ) Costa Rica                                          |                                                                    |                                                                    |                                                                    |  |  |
| Thứ Hai thứ nhì của tháng 10                 | 13 tháng 10 năm 2025                                       | Malawi                                                                                      | Malawi                                                                                                | Malawi | Malawi | Malawi | Malawi                                                             |                                                                    |                                                                    |                                                                    |  |  |
| 14 tháng 10                                  |                                                            | Belarus                                                                                     | Belarus                                                                                               | Belarus | Belarus | Belarus | Belarus                                                            |                                                                    |                                                                    |                                                                    |  |  |
| Chủ Nhật thứ ba của tháng 10                 | 19 tháng 10 năm 2025                                       | Argentina                                                                                   | Argentina                                                                                             | Argentina | Argentina | Argentina | Argentina                                                          |                                                                    |                                                                    |                                                                    |  |  |
| Chủ Nhật cuối cùng của tháng 11              | 30 tháng 11 năm 2025                                       | Nga                                                                                         | Nga                                                                                                   | Nga | Nga | Nga | Nga                                                                |                                                                    |                                                                    |                                                                    |  |  |
| 8 tháng 12                                   |                                                            | Panama                                                                                      | Panama                                                                                                | Panama | Panama | Panama | Panama                                                             |                                                                    |                                                                    |                                                                    |  |  |
| 22 tháng 12                                  |                                                            | Indonesia                                                                                   | Indonesia                                                                                             | Indonesia | Indonesia | Indonesia | Indonesia                                                          |                                                                    |                                                                    |                                                                    |  |  |
| Lịch khác                                    |                                                            |                                                                                             | | | | |                                                                    |                                                                    |                                                                    |                                                                    |  |  |
| Thời điểm                                    | Ngày                                                       | Quốc gia                                                                                    | Quốc gia                                                                                              | Quốc gia | Quốc gia | Quốc gia | Quốc gia                                                           |                                                                    |                                                                    |                                                                    |  |  |
| Shevat 30 Lịch Do Thái                       | Giữa ngày 30 tháng 1 và 1 tháng 3                          | Israel                                                                                      | Israel                                                                                                | Israel | Israel | Israel | Israel                                                             |                                                                    |                                                                    |                                                                    |  |  |
| Baisakh Amavasya (Mata Tirtha Aunsi)         | Giữa ngày 19 và 29 tháng Tư                                | Nepal                                                                                       | Nepal                                                                                                 | Nepal | Nepal | Nepal | Nepal                                                              |                                                                    |                                                                    |                                                                    |  |  |
| 20 Jumada al-thani Lịch Hồi giáo             | 10 tháng 4 năm 2015 30 tháng 3 năm 2016                    | Iraq · Iran                                                                                 | Iraq · Iran                                                                                           | Iraq · Iran | Iraq · Iran | Iraq · Iran | Iraq · Iran                                                        |                                                                    |                                                                    |                                                                    |  |  |

## Mạng xã hội và Ngày của Mẹ
Nhân dịp Ngày của Mẹ, Facebook - mạng xã hội lớn nhất thế giới - từ năm 2016 đã chính thức thêm biểu tượng mới là "Bông hoa tím" với nghĩa "Biết ơn", vào danh sách nút LIKE.